# Armin Franzen
Armin Franzen (* 1. September 1976 in Trier) ist ein deutscher Kameramann.
Armin Franzen studierte Kamera an der Filmakademie Baden-Württemberg. Seit Anfang der 2000er Jahre ist er als Kameramann für Film, Fernsehen und Werbung im Einsatz. 2009 wurde er mit dem Deutschen Kamerapreis für den Film Kronos. Ende und Anfang ausgezeichnet.

## Filmografie (Auswahl)
- 2008: Kronos. Ende und Anfang
- 2009: Der Mann aus der Pfalz
- 2009: Die kluge Bauerntochter
- 2011: Die zertanzten Schuhe
- 2013: 5 Jahre Leben
- 2014: Spreewaldkrimi: Die Tote im Weiher
- 2014: Tatort: Die Feigheit des Löwen
- 2015: 3 Türken und ein Baby
- 2015: Mordkommission Berlin 1
- 2017: Antimarteria
- 2018: Gladbeck
- 2019: Rammstein – Deutschland (Musikvideo)
- 2019: How to Sell Drugs Online (Fast) (Fernsehserie, 6 Folgen)
- 2020: Wir können nicht anders
- 2022: Das Boot (Fernsehserie, 5 Folgen)
- 2023: Ein ganzes Leben